# Herenhuis Schockaert

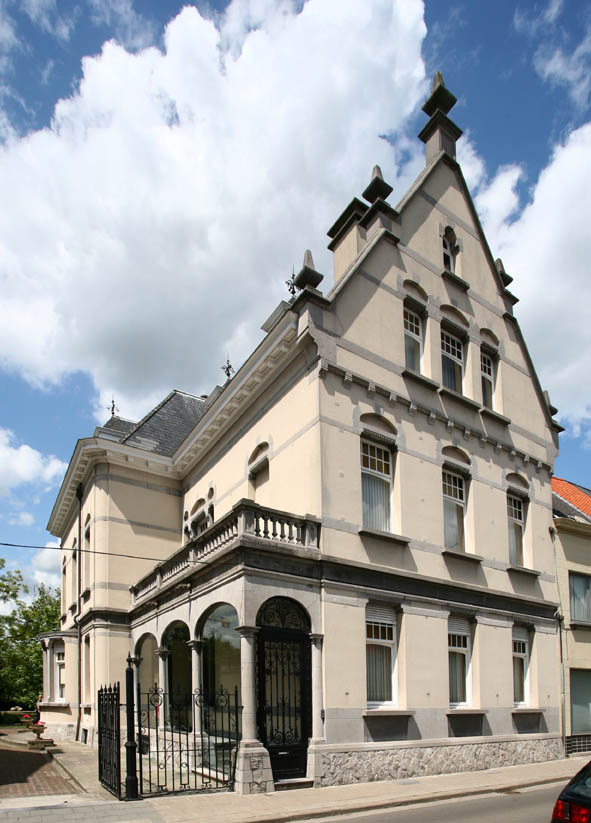
Herenhuis Schockaert (2009)

Herenhuis Schockaert is een historisch pand aan de Molenstraat 21 in de Belgische stad Zottegem. De eclectische herenwoning werd rond 1907 opgetrokken voor textielbaron Gustaaf Schockaert, oud-onderwijzer en stichter van de vlakbij gelegen voormalige textielfabriek Schockaert-Smeets. De gecementeerde baksteenbouw heeft een rondboogdeur geflankeerd door Toscaanse zuilen, fraai smeedwerk en een uitgewerkte gevel. De zijgevel heeft vlakke pilasters onder gedrukte boogarcaden. Deze woning staat bekend als het "herenhuis Schockaert" of "villa Schockaert".

## Afbeeldingen

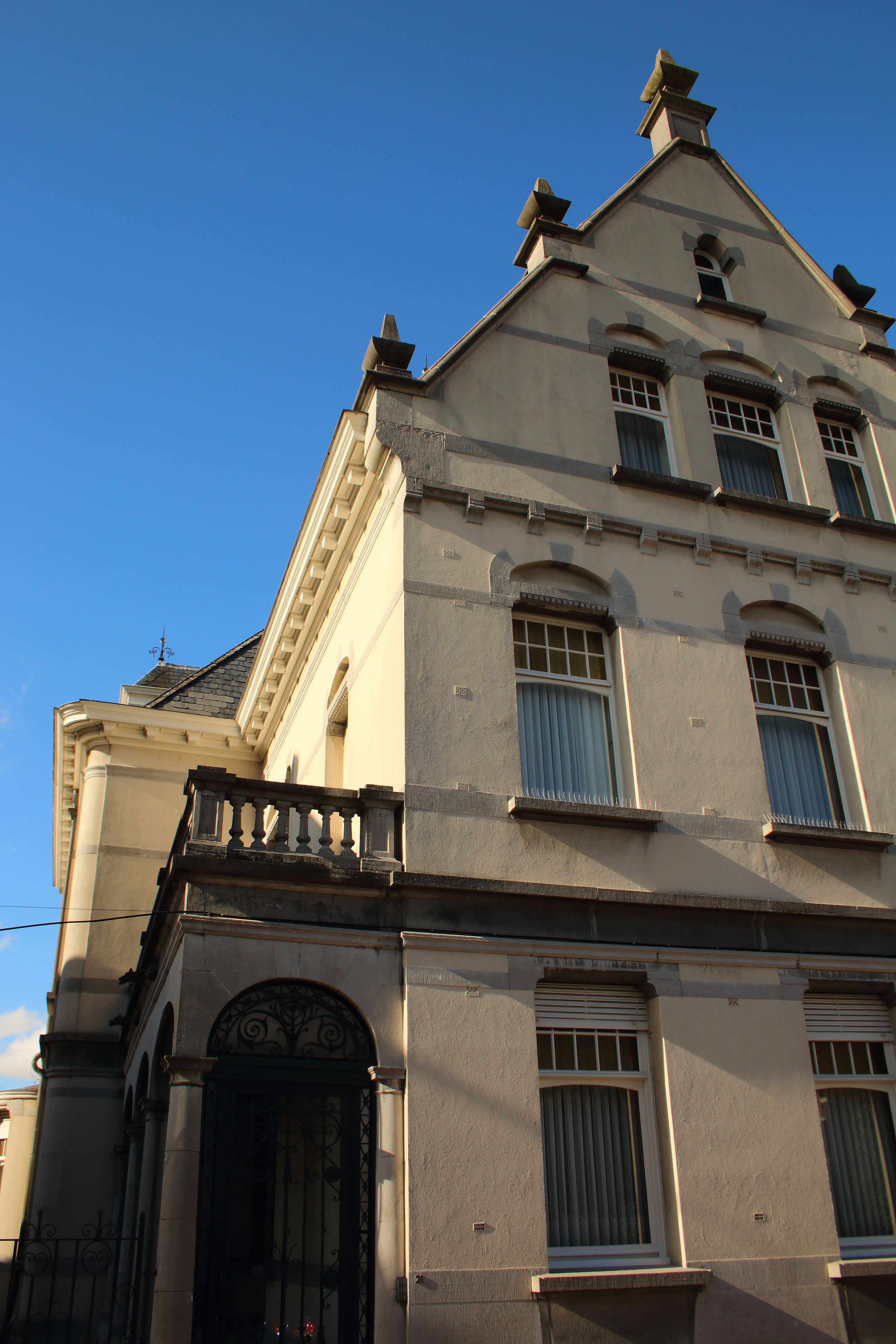
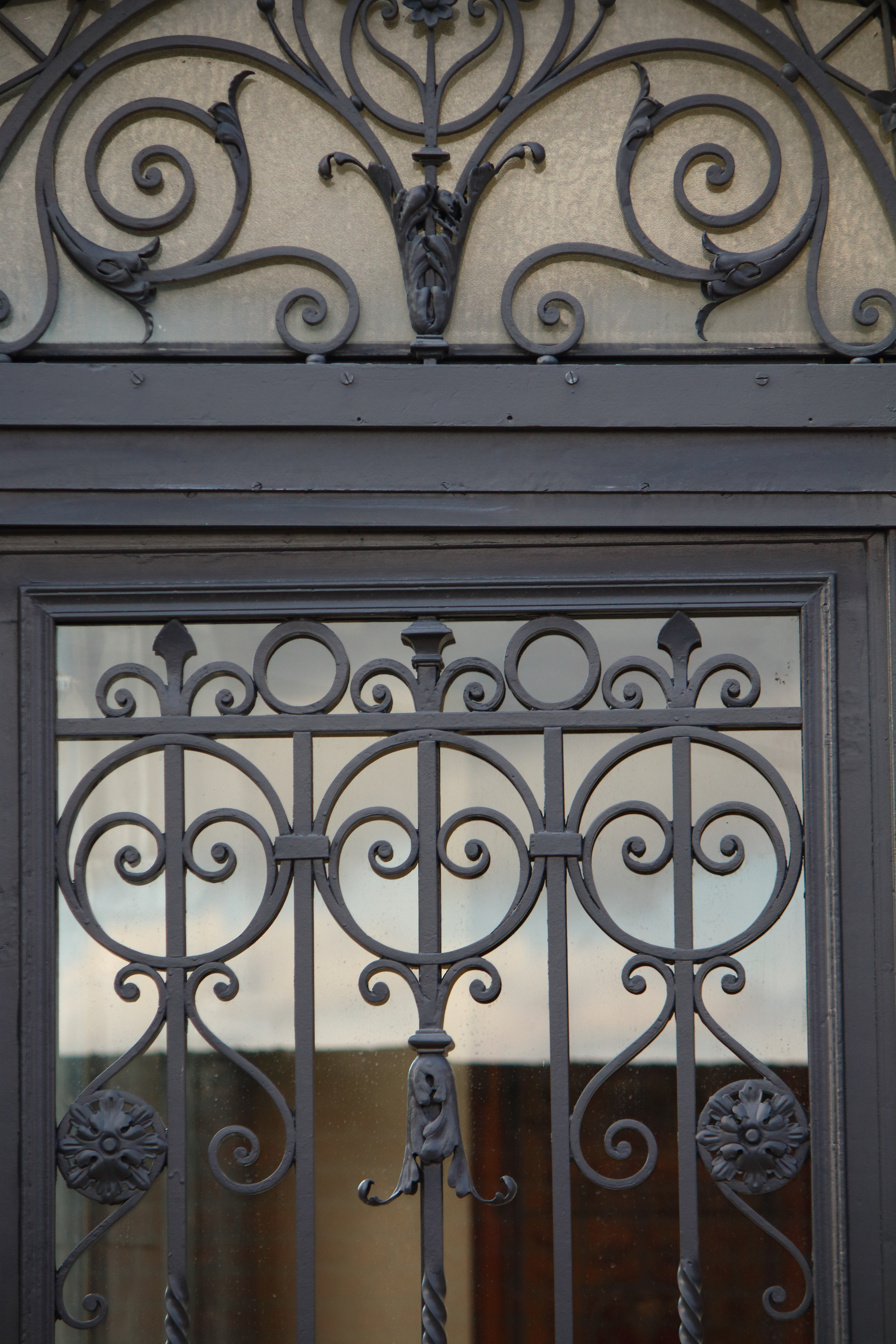
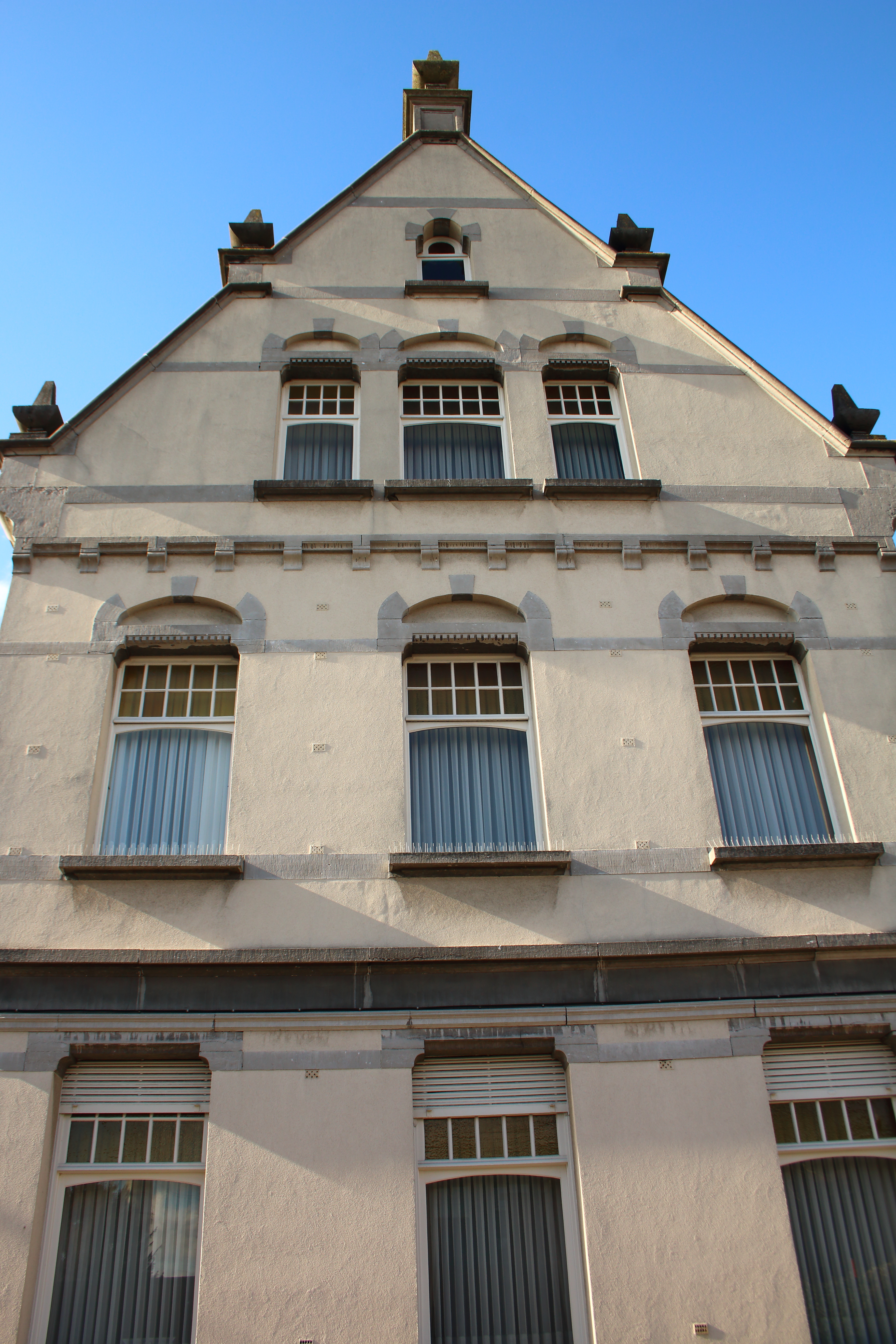
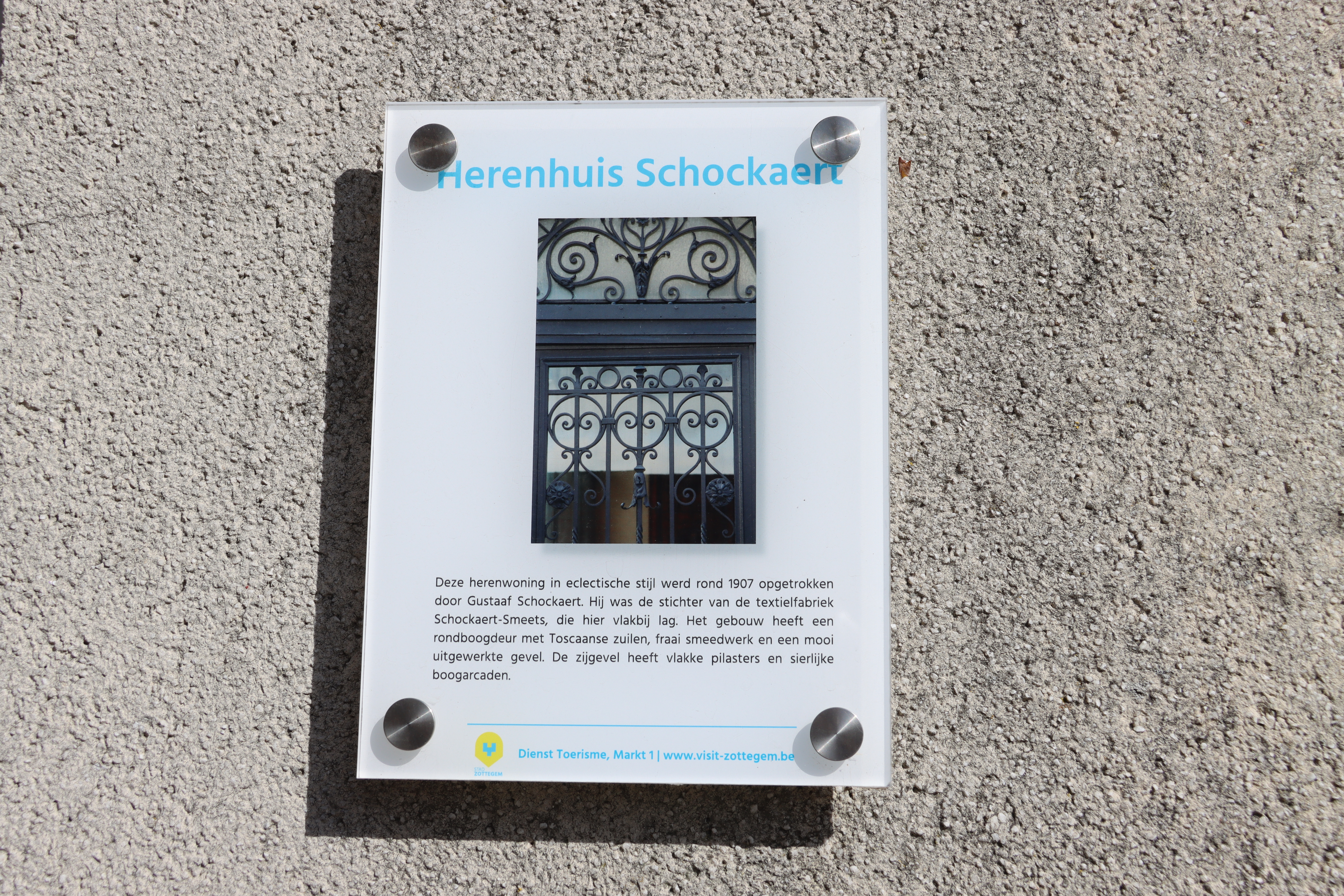
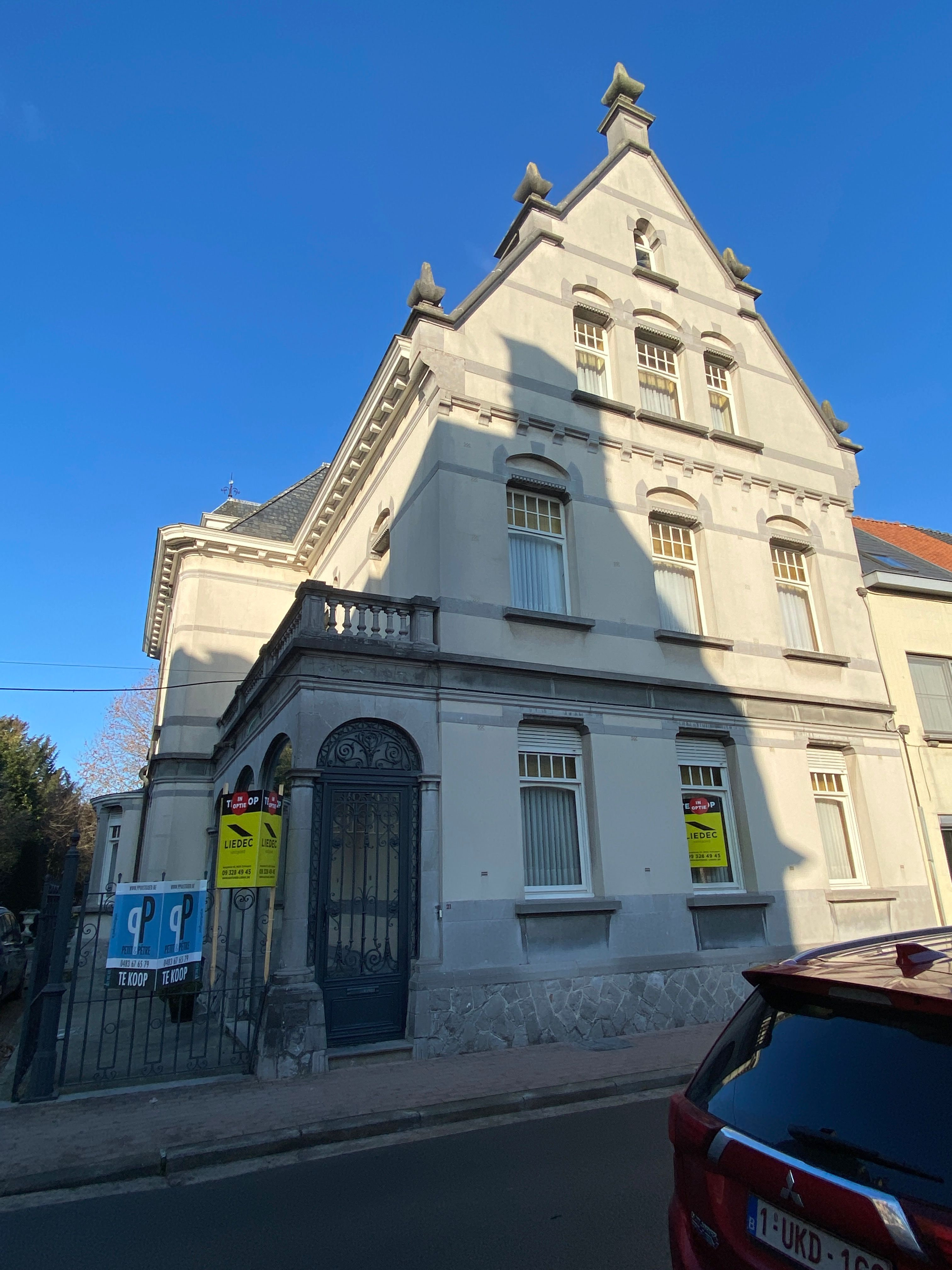
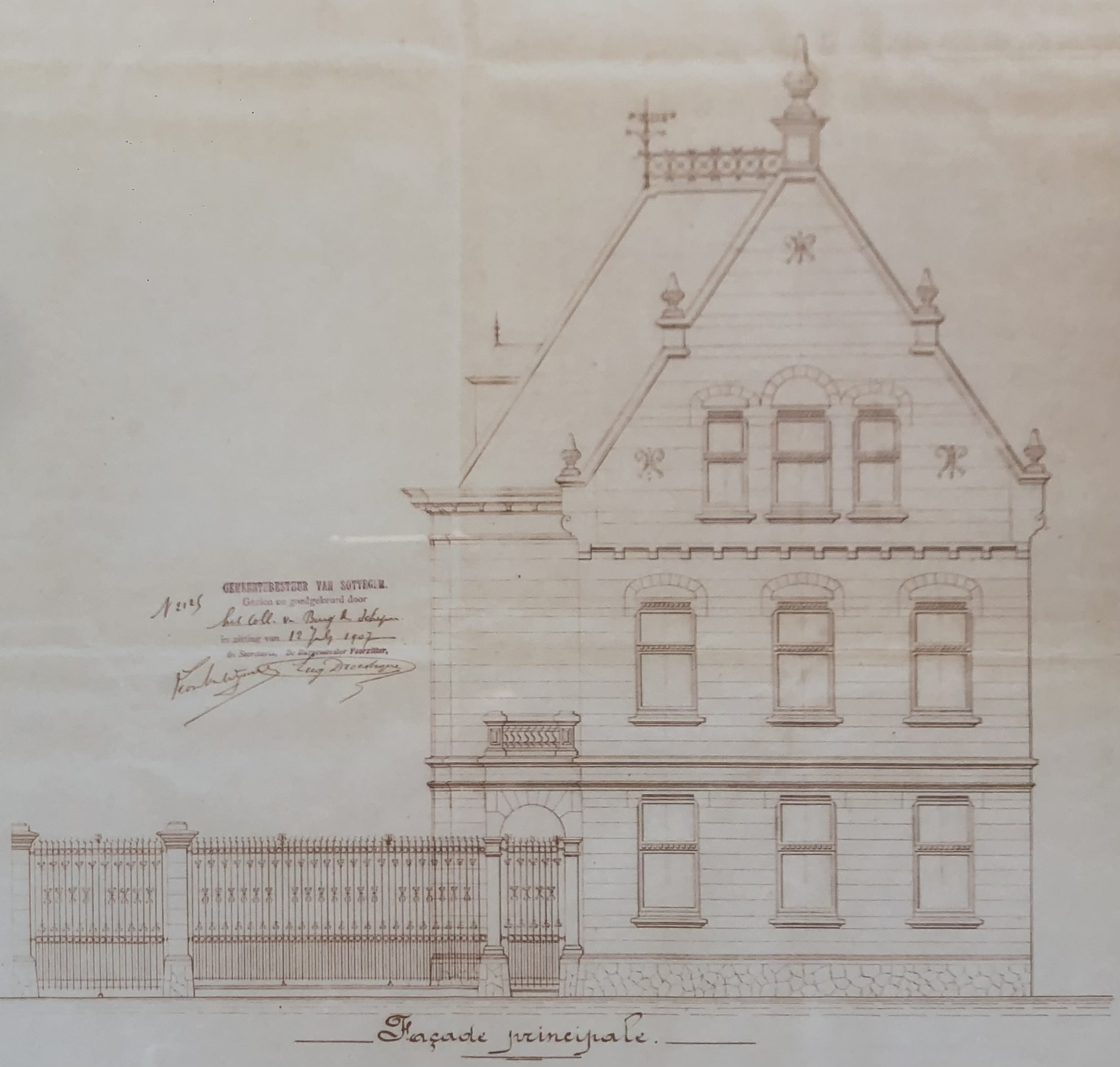
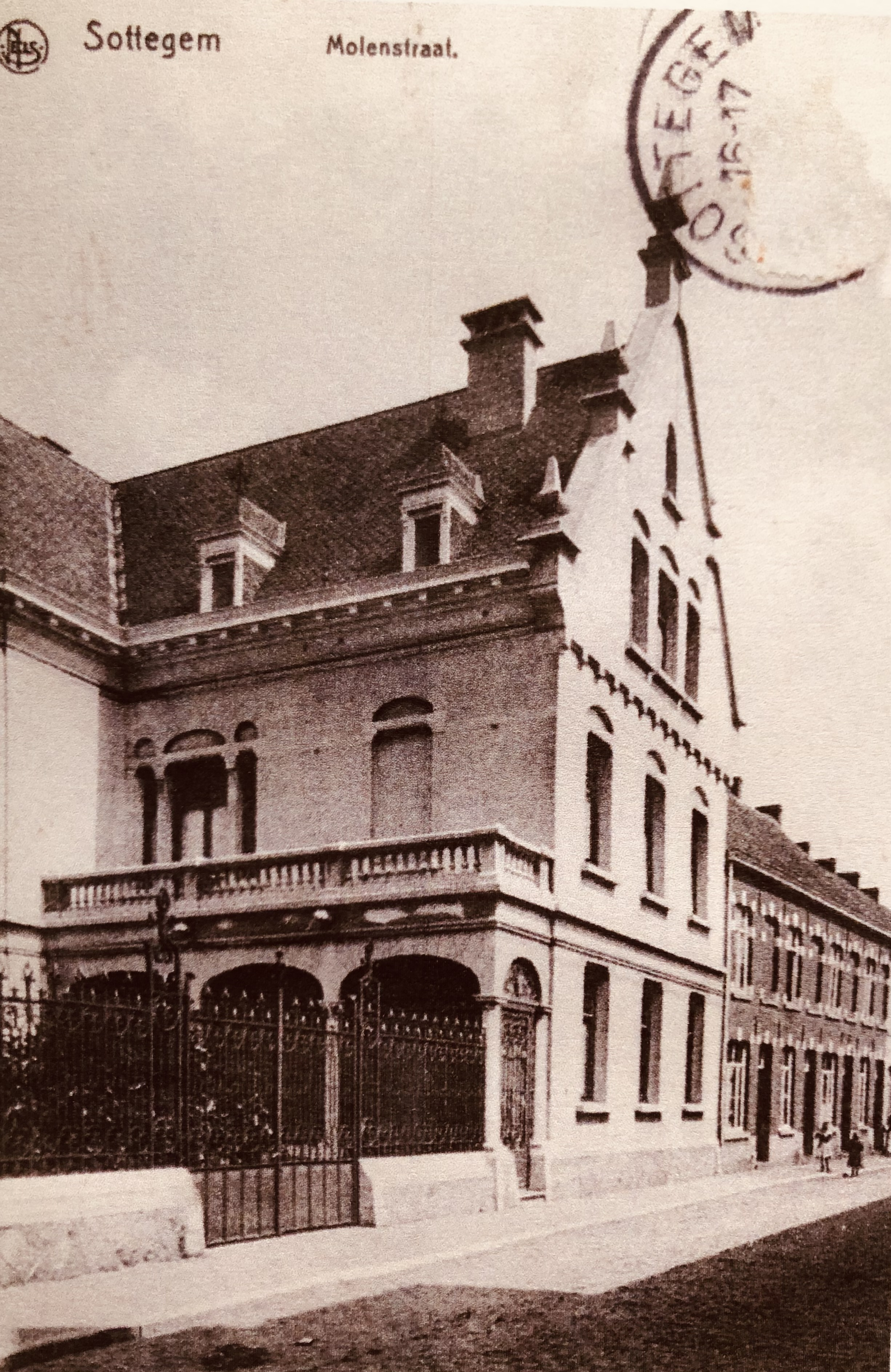
G. Schockaert eerste van links